# Cực và đường thẳng đối cực

Cực và đối cực khi đường conic là đường tròn

Trong lĩnh vực hình học phẳng, Cực và đối cực là các khái niệm lần lượt nói về điểm và đường thẳng có các tính chất đặc biệt trong mối quan hệ với đường conic cho trước.
Trường hợp đường conic là đường tròn tâm O bán kính R ký hiệu (O,R). Gọi A là điểm trong mặt phẳng và A' là điểm trên đường thẳng OA sao cho {\displaystyle {\overline {OA}}.{\overline {OA'}}=R^{2}} khi đó điểm A', A là nghịch đảo (liên hợp) của nhau qua đường tròn (O,R). Đường thẳng qua A' và vuông góc với OA được là đường thẳng đối cực của điểm A trong mối quan hệ với đường tròn (O,R).
Khi ba điểm đôi một (nghịch đảo) liên hợp với nhau ta gọi tam giác có đỉnh là ba điểm đó là tam giác liên hợp.

Cực và đối cực

Trường hợp tổng quát, cho một đường conic S và một điểm P và một đường thẳng L trong mặt phẳng chứa S, đường thẳng L được gọi là đường thẳng đối cực của điểm P và điểm P gọi là cực của đường thẳng L trong mối quan hệ với đường conic nếu có đường thẳng đi qua P cắt đường conic tại hai điểm H, G và cắt đường thẳng L tại I ta có hệ thức sau: {\displaystyle {\frac {\overline {IH}}{\overline {IG}}}=-{\frac {\overline {PH}}{\overline {PG}}}}

## Tính chất
- Cho đường đường conic S và điểm P khi đó đường thẳng đối cực của P sẽ đi qua điểm tiếp xúc của tiếp tuyến kẻ từ P đến đường conic
- Đường thẳng qua P cắt đường conic tại hai điểm H, G và cắt đường thẳng đối cực của P tại I ta có hệ thức sau: {\displaystyle {\frac {\overline {IH}}{\overline {IG}}}=-{\frac {\overline {PH}}{\overline {PG}}}}
- Tiếp tuyến của qua B cắt hai tiếp tuyến kẻ từ P tới đường conic tại điểm A, C cắt đường thẳng đối cực của P tại D khi đó ta có: {\displaystyle {\frac {\overline {BA}}{\overline {BC}}}=-{\frac {\overline {DA}}{\overline {DC}}}}
- Ba điểm thẳng hàng khi và chỉ khi ba đường đối cực của chúng đồng quy.
- Bốn điểm lập thành 1 hàng điểm điều hòa khi và chỉ các đường đối cực của chúng lập thành 1 chùm điều hòa.
- Từ P có thể kẻ hai tiếp tuyến đến đường conic thì đường thẳng nối hai tiếp điểm chính là đường thẳng đối cực của điểm P trong mối quan hệ với conic đó.

## Định lý La Hire
Ba đường thẳng đối cực đồng quy nếu và chỉ nếu ba điểm cực thẳng hàng.